# 鄞州大桥
鄞州大桥是浙江省宁波市的一座跨江桥梁，位于海曙区和鄞州区之间，跨奉化江，载有鄞州大道。为中承式钢管混凝土系杆拱桥，全长510米，宽68米:82，于2005年11月28日随鄞州大道通车。